# Nicholas-Joseph Cugnot

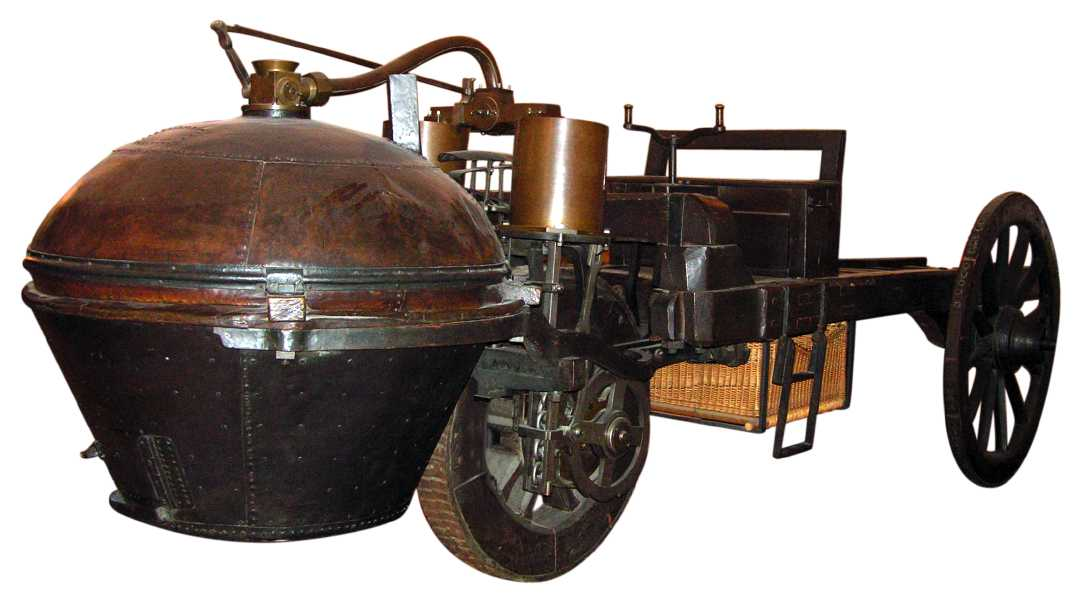
Prototipus del Fardier de Cugnot, model de 1771, conservat al Conservatoire National des Arts et Métiers, a París.

Nicolas-Joseph Cugnot (Void-Vacon, Mosa, França, 25 de setembre de 1725 - París, 2 d'octubre de 1804) va ser un inventor francès a qui el govern francès atribueix la invenció del primer vehicle autopropulsat o automòbil. Aquesta reclamació està disputada per diverses fonts que suggereixen en canvi que Ferdinand Verbiest, membre de les missions jesuïtes a la Xina va ser el primer a construir un cotxe de vapor al voltant de 1672.
Cugnot va rebre instrucció com a enginyer militar. Realitzà proves de models de vehicles impulsats per motors a vapor per a l'Exèrcit francès, pensats per arrossegar canons pesats, tasca que va començar el 1765.
Cugnot sembla haver estat el primer a transformar el moviment endavant-enrere d'un pistó a vapor en moviment rotatiu. El 1769 va aconseguir que funcionés una versió del seu Fardier à Vapeur ("Cotxe de vapor"). A l'any següent en va construir una versió millorada. Es va dir que el seu vehicle era capaç d'arrossegar 4 tones i rodar a velocitats de fins a 4 km/h. El vehicle, molt pesat, tenia dues rodes al darrere i una de davantera, que suportaven la caldera de vapor, i es dirigia mitjançant un timó.
El 1771 el seu vehicle va xocar contra una paret de maó, en el que seria el primer accident automobilístic de la història. L'accident, juntament amb els problemes financers, van posar fi als experiments de l'exèrcit francès amb vehicles mecànics, però el 1772, Lluís XV de França li va concedir una pensió de 600 francs l'any per la seva innovadora obra.
Amb l'esclat de la Revolució Francesa el 1789, se li va retirar la pensió a Cugnot i l'inventor es va exiliar a Brussel·les, on va viure en la pobresa. Poc abans de morir va ser convidat a tornar a França per Napoleó Bonaparte. Cugnot va tornar a París, on va morir a l'edat de 79 anys.
La màquina de Nicolas-Joseph Cugnot de 1770 es conserva al Conservatoire National des Arts et Métiers de París.